# Heteronygmia dissimilis
Heteronygmia dissimilis är en fjärilsart som beskrevs av Aurivillius 1910. Heteronygmia dissimilis ingår i släktet Heteronygmia och familjen tofsspinnare. Inga underarter finns listade i Catalogue of Life.